# Oxy-Copeův přesmyk
Oxy-Copeův přesmyk je organická reakce spočívající v přeměně struktury některých nenasycených alkoholů; jedná se o variantu Copeova přesmyku, v níž se 1,5-dien-3-oly přeměňují na nenasycené karbonylové sloučeniny mechanismem odpovídajícím [3,3]-sigmatropním přesmykům.
Tato reakce je předvídatelná a snadno proveditelná u řady různých substrátů, díky čemuž je i velmi často používaná.
Další výhodou je často jednoduchá příprava výchozích látek. Hlavní částí je tvorba karbonylové skupiny keto-enol tautomerizací.
S použitím zásady probíhá reakce 1010-1017krát rychleji; tato podoba se nazývá aniontový oxy-Copeův přesmyk.
Tvorba enolátu způsobuje, že je reakce většinou nevratná.

## Historie
Sigmatropní přesmyky jsou významným nástrojem v organické syntéze. K předvedení využitelnosti Copeova přesmyku byl použit alkohol s hydroxylovou skupinou v poloze C-3 1,5-dienu, zahříváním plynného bicyklického dienolu v plynném skupenství byl získán cis-Δ5,6-oktalon.
Oxy varianta umožňuje některé postupy, které byly dříve neproveditelné.
V roce 1975 bylo popsáno výrazné urychlení reakce při přidání zásad, jako je hydrid draselný, které se poté stalo běžným. V některých případech však přítomnost aniontů není kvůli přílišné citlivosti vznikajícího enolátu žádoucí; příkladem je následující reakce, z níž byl získán pouze dehet.
Původní oxy-Copeův přesmyk je tak stále významnou součástí syntetické chemie.

## Mechanismus
Jak neutrální, tak i aniontové oxy-Copeovy přesmyky mohou probíhat jedním ze dvou mechanismů: soustředěným nebo postupným radikálovým, i když většinou převládá první z nich. Meziprodukt převažujícího mechanismu zaujímá židličkovou konformaci.
Přesuny chirálních skupin jsou usnadněny vysoce uspořádanými přechodnými stavy. Stereochemii produktu určuje poloha dvojné vazby u nejsnáze vznikajícího přechodného stavu. Lodičková konformace je nevýhodná, ovšem existují i přesmyky s významným podílem této varianty, jež vedou k tvorbě směsí diastereomerů.
Na reakci mohou mít velký vliv sterické efekty.
Probíhat mohou i přesmyky, u kterých se židličkovité meziprodukty z geometrických důvodů nemohou utvořit. Vznik enolátu je dostatečně silným hnacím mechanismem k překonání energetické bariéry spojené s dearomatizací i lodičkovou konformací.
Soustředěné mechanismy převládají; bylo vypočteno, že u aniontového oxy-Copeova přesmyku je heterolýza energeticky o 70-140 kJ/mol výhodnější než homolýza.
Existuje několik faktorů, které mohou překonat tuto energetickou překážku.
Kvůli velkému sterickému napětí způsobovanému methylovými skupinami při přípravě cyklooktenonu převažuje (Z)-izomer nad (E)-izomerem, což naznačuje, že meziprodukt se netvoří současně. Vznik pozorovaného produktu lze vysvětlit fragmentací a následnou izomerizací.
Ve studii zaměřené na aniontové oxy-Copeovy přesmyky v plynné fázi se ukázalo, že urychlení reakce není způsobováno interakcemi s rozpouštědlem, ale samotnou strukturou.

## Urychlení reakce
Obecně platí, že snížení stability oxy-Copeova aniontového či oxy-Copeova substrátu oproti produktu vede k rychlejšímu průběhu reakce; lze toho dosáhnout několika různými způsoby. Reakci významně ovlivňují iontové interakce mezi kovem a alkoxidem, kdy disociativní vlastnosti vyvolávají navýšení rychlosti. Použití 15-crown-5 s hydridem sodným vedlo k o 27 % rychlejší reakci než sigmatropní přesmyk alkoxidu bicyklického dienu na enolát, zatímco při použití hexamethylfosforamidu (HMPT) nebyl zaznamenán žádný vliv na rychlost reakce. Podobný účinek, s přibližně 180násobným urychlením, mělo použití hydridu draselného s 18-crown-6.
Použití polárnějších rozpouštědel a katalytického množství katalyzátorů fázového přenosu mělo podobné účinky.
Průběh reakce usnadní, a tedy i urychlí, rovněž omezení kruhového napětí u reaktantů.

## Využití
Jelikož existuje mnoho přírodních látek obsahujících osmičlenné cykly, jejichž syntéza se ukázala jako obtížná, tak je vhodným náhradním způsobem jejich přípravy aniontový oxy-Copeův přesmyk. Jeho použití umožňuje řízení stereochemie produktů.
I přes možné geometrické vlivy mohou použité nenasycené substráty obsahovat také trojné vazby. Příslušné alkynoly byly využity například při syntéze poitediolu a daktylolu. Takovéto sigmatropní přesmyky mohou probíhat aniontově i tepelně.
Předmětem zájmu je také využití oxy-Copeových přesmyků tam, kde jejich produkt dále reaguje za vzniku konečného produktu. Příkladem je níže zobrazená příprava cis-hydroazulenonu, u níž stereoelektronová konfigurace oxy-Copeova meziproduktu dovoluje SN odštěpení.

## Další okolnosti
Hydrid draselný, reaktant často používaný v aniontových oxy-Copeových přesmycích, někdy obsahuje stopová množství nečistot, které mohou poškodit dienolátový meziprodukt a vyvolat tak polymerizaci. Před provedením reakce se doporučuje přidání jodu, který odstraní případné pozůstatky superoxidu draselného. Tímto postupem lze výrazně vylepšit výtěžnost reakce i opakovatelnost výsledků.
K vedlejším reakcím patří heterolytické štěpení, při němž se homoallylové alkoholy rozkládají na karbonylovou a allylovou sloučeninu.
Tyto vedlejší reakce je možné potlačit omezením iontové povahy vazby kov-alkoxid, konkrétně použitím elektronegativnějších alkalických kovů nebo rozpouštědel méně náchylných k solvataci kationtů.